# Riverton (Utah)
Riverton ist eine Stadt im Salt Lake County des US-Bundesstaates Utah. Die Stadt ist Teil des Großraums Salt Lake City. Das U.S. Census Bureau hat bei der Volkszählung 2020 eine Einwohnerzahl von 45.285 ermittelt.
Riverton verfügt über eine High School, die Riverton High School, und ein Krankenhaus, das Intermountain Riverton Hospital.

## Geschichte
Am südlichen Ende des Salt Lake Valley gelegen, ließen sich die ersten Menschen europäischer Abstammung Mitte der 1850er Jahre in dem Gebiet nieder, das heute Riverton heißt. Diese frühen Siedler lebten weit verstreut entlang des Flussbodens in groben Einbaumhäusern. Die Stadt wurde ursprünglich Gardnerville bezeichnet, bevor sie ihren Namen in Riverton änderte. Das anfängliche Wachstum von Riverton war langsam, da es kein Wasser für die Bewässerung gab. Als mehr Wasser verfügbar wurde, begann die Stadt zu wachsen. Schließlich wurden drei Kanäle gebaut, um das Wasser aus dem nahe gelegenen Jordan River in die Randgebiete zu leiten und so die Bewässerung für landwirtschaftliche Zwecke in einem größeren Gebiet zu ermöglichen.
Mit Beginn des Ersten Weltkriegs im Jahr 1914, mit dem zusätzlichen Bewässerungswasser und dem Zustrom von Menschen, blühte Riverton als landwirtschaftliche Gemeinde auf. Die Erhebung von Riverton zur Stadt erfolgte 1947.

## Demografie
Nach einer Schätzung von 2019 leben in Riverton 44.419 Menschen. Die Bevölkerungsdichte liegt bei 3521 Personen/km². Die Bevölkerung teilt sich auf in 90,3 % Weiße, 0,4 % Afroamerikaner, 0,2 % indianischer Abstammung, 1,0 % Asiaten, 0,8 % Ozeanier und 1,3 % mit zwei oder mehr Ethnizitäten. Hispanics machten 6,5 % der Bevölkerung von Riverton aus.
| Jahr | Einwohner¹ |
| ---- | ---------- |
| 1980 | 7.032      |
| 1990 | 11.261     |
| 2000 | 25.011     |
| 2010 | 38.753     |
| 2020 | 45.285     |

¹ 1980 – 2020: Volkszählungsergebnisse